# Lobster Man from Mars
Lobster Man from Mars is een Amerikaanse film uit 1989.
De film kan duidelijk tot het B-film-genre gerekend worden maar is eigenlijk bedoeld als parodie op de sciencefiction-B-films uit de jaren vijftig.
Om deze reden is dan ook geen moeite gedaan om tot een goed verhaal te komen of geloofwaardige speciale effecten.
Wat verder opvalt zijn het magere verhaal, en de slechte speciale effecten.
De film werd geregisseerd door Stanley Sheff. Deze sprak ook de stem in van een ruimte-vleermuis die in de film voorkomt.

## Verhaal
Op de planeet Mars dreigt de atmosfeer te verdwijnen. De koning van de planeet beseft dat drastische maatregelen nodig zijn en roept de hulp in van Lobster Man (Kreeftman). Deze twee meter hoge kreeft wordt naar de Aarde gestuurd om lucht te stelen.
Lobster man zaait dood en verderf. Uiteindelijk weet men de kreeftman zo in de val te lokken dat hij de geiser Old Faithful inloopt, waarna hij overlijdt.

## Rolverdeling
| Acteur          | Personage             |
| --------------- | --------------------- |
| S.D. Nemeth     | Lobster Man           |
| Patrick Macnee  | Professor Plocostomos |
| Anthony Hickox  | John                  |
| Deborah Foreman | Mary                  |
| Tony Curtis     | J.P. Shelldrake       |
| Billy Barty     | Mr. Throckmorton      |
| Fred Holliday   | kolonel Ankrum        |
| Bobby Pickett   | de Koning van Mars    |